# Elaenia brachyptera
Az Elaenia brachyptera a madarak osztályának verébalakúak (Passeriformes) rendjébe és a királygébicsfélék (Tyrannidae) családjába tartozó faj.

## Rendszerezése
A fajt Hans von Berlepsch német ornitológus írta le 1907-ben. Jelenlegi besorolása vitatott, egyes szervezetek szerint az Elaenia chiriquensis alfaja Elaenia chiriquensis brachyptera néven.

## Előfordulása
Az Andokban, Kolumbia délnyugati és Ecuador északnyugati részén honos. Természetes élőhelyei a szubtrópusi és trópusi lombhullató erdők, cserjések és szavannák, valamint emberi környezet. Állandó, nem vonuló faj.

## Természetvédelmi helyzete
Az elterjedési területe rendkívül nagy, egyedszáma pedig stabil. A Természetvédelmi Világszövetség Vörös listáján nem fenyegetett fajként szerepel.